# Endiandra pubens
Endiandra pubens är en lagerväxtart som beskrevs av Carl Daniel Friedrich Meisner. Endiandra pubens ingår i släktet Endiandra och familjen lagerväxter. Inga underarter finns listade i Catalogue of Life.